# (6396) Schleswig
(6396) Schleswig est un astéroïde de la ceinture principale.

## Description
(6396) Schleswig est un astéroïde de la ceinture principale. Il fut découvert le 15 janvier 1991 à Tautenburg par Freimut Börngen. Il présente une orbite caractérisée par un demi-grand axe de 2,39 UA, une excentricité de 0,12 et une inclinaison de 7,3° par rapport à l'écliptique.

## Compléments